# Hallfreðr vandræðaskáld
Hallfreðr vandræðaskáld Óttarsson (del nórdico antiguo: Escaldo molesto) (ca. 965 – ca. 1007) fue un escaldo de Vatnsdalur, al norte de Islandia, protagonista de Hallfreðar þáttr vandræðaskálds que según su contenido era poeta en la corte del jarl de Lade Håkon Sigurdsson, luego del rey Olaf Tryggvason y finalmente de otro jarl de Lade, Eiríkr Hákonarson. Un monto significativo de su obra ha sobrevivido, principalmente la saga Hallfreðar y las sagas reales pero algunos fragmentos también se encuentran en Skáldskaparmál.
De sus escritos se conoce sobre la infeliz relación de Hallfreðr con Kolfinna Ávaldadóttir, sus viajes como comerciante, luchador y poeta, su conversión al cristianismo y su devoción a Óláfr Tryggvason, y todos estos aspectos de su vida dieron lugar a una poesía que sobrevive parcialmente. El matrimonio de Kolfinna, el amor de juventud de Hallfreðr, con Gríss Sæmingsson provocó que Hallfreðr, tanto temprano como más tarde en su vida, compusiera estrofas sorprendentemente inventivas que entrelazan temas de amor anhelante y rivalidad, y su níð contra Gríss dio lugar a procedimientos judiciales e indirectamente al asesinato del hermano de Hallfreðr, Galti. En el transcurso de una aventura en Västergötland, Hallfreðr conoció y se casó con Ingibjǫrg Þórisdóttir, quien murió joven, no sin antes tener dos hijos, Auðgísl y Hallfr. Según Hallfr, el propio Hallfreðr murió a la edad de casi cuarenta años, debido a una combinación de enfermedad y lesiones mientras navegaba por las Hébridas; fue enterrado en Iona.
En su lausavísur Hallfreðr aparece como un escaldo inusualmente personal, al ofrecer información sobre su vida emocional y, sobre todo, de su problemática conversión del paganismo nórdico hacia el Cristianismo germánico bajo el amparo del rey Olaf I de Noruega:
| Ǫll hefr ætt til hylli Óðins skipat ljóðum (algildar man'k) aldar (iðjur várra niðja); en trauðr, því't vel Viðris vald hugnaðisk skaldi, legg'k á frumver Friggjar fjón því't Kristi þjónum. | Toda la raza de los hombres que obtuvo La gracia de Óðinn ha ofrecido poemas (Recuerdo el exquisito trabajo de mis antepasados); Pero con tristeza, porque tanto El poder de Viðrir [Óðinn] complació al poeta, ¿Puedo concebir odio por el primer marido de Frigg [Óðinn], ahora que sirvo a Cristo? Lausavísur 10, Trad. Whaley |  |

El manuscrito Bergsbók atribuye la autoría de Óláfsdrápa Tryggvasonar a Hallfreðr pero actualmente esta afirmación es rechazada por los investigadores modernos.